# Billar anglès
El blackball (de l'anglès black ball: bola negra), també anomenat algunes vegades billar anglès (i en anglès, també: English eight-ball (bola 8 anglès) o reds and yellows (vermelles i grogues)), és una modalitat de billar que es juga amb 16 boles: 7 vermelles, 7 grogues, 1 negra o bola 8 i 1 blanca, i una taula de billar amb sis forats o troneres. Tot i que és una modalitat basada en l'especialitat de billar americà "bola 8", es considera un joc independent.
L'objectiu del joc consisteix a embossar totes les boles d'un color a les troneres, colpejant-les amb la bola blanca, i finalitzant amb la introducció de la bola negra.